# Steenkoolbekken van Nord-Pas-de-Calais
Het steenkoolbekken van Nord-Pas-de-Calais is een cultuurgebied in Frankrijk. Het mijnbekken werd op 30 juni 2012 op de werelderfgoedlijst van UNESCO geplaatst, tijdens de 36e sessie van de Commissie voor het Werelderfgoed in Sint-Petersburg in Rusland.

## Achtergrond

Het mijnbekken strekt zich uit over ongeveer 120 kilometer en gaat door twee departementen heen: Nord en Pas-de-Calais. De mijnbouw drukt nog steeds een stempel op het landschap. 
Het opmerkelijk landschap is gevormd door eeuwen van steenkoolwinning, van 1700 tot 1900. Het erfgoedgebied bestaat uit 109 losse onderdelen op meer dan 120.000 ha, waaronder mijnbouwputten (de oudste dateert uit 1850), terrils, kolenvervoersmechanismen, treinstations, mijnbouwdorpen, scholen, religieuze gebouwen, gemeenschappelijke voorzieningen en bedrijfsterreinen.

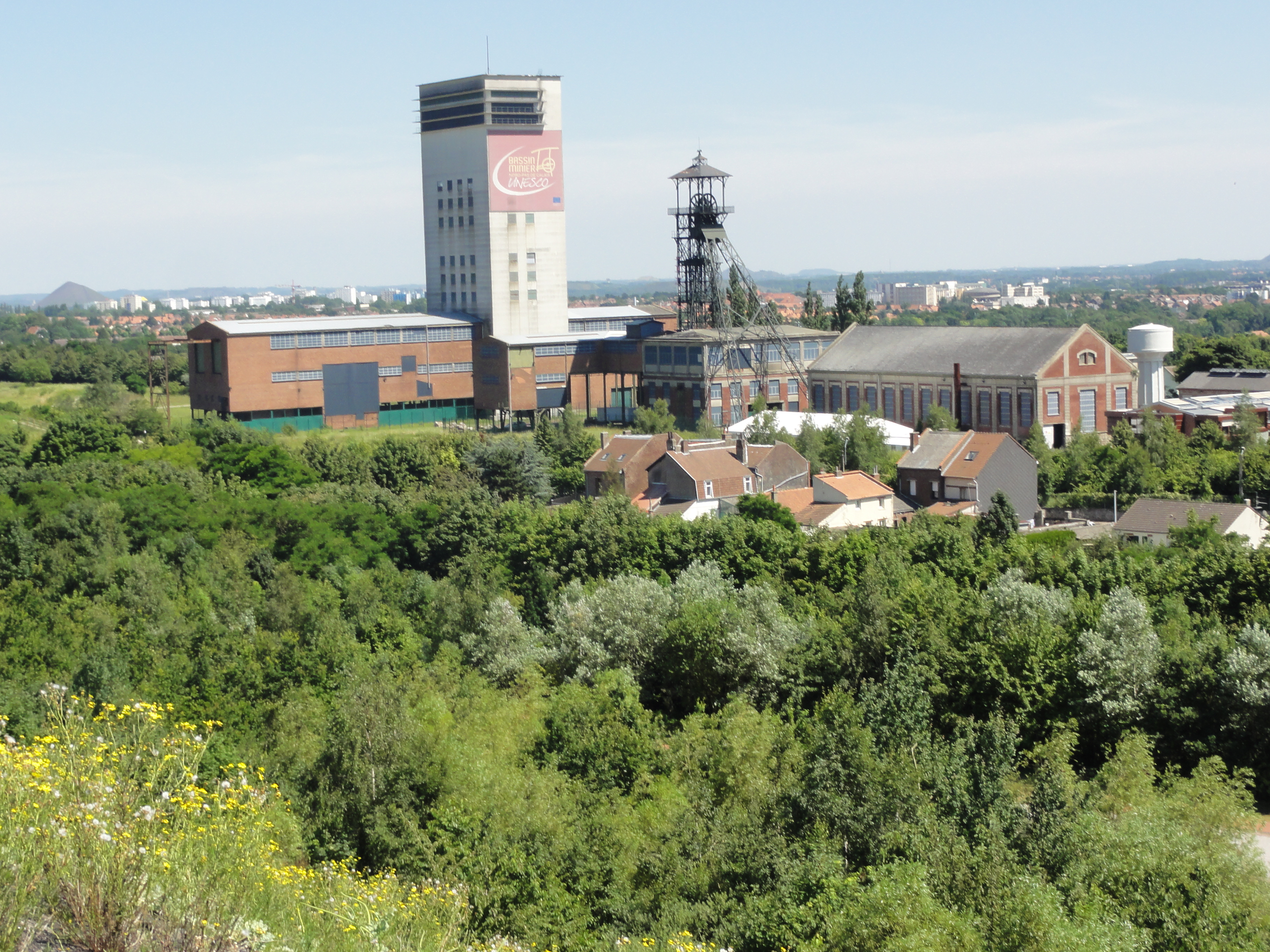
Fosse n° 11 - 19 de Lens.
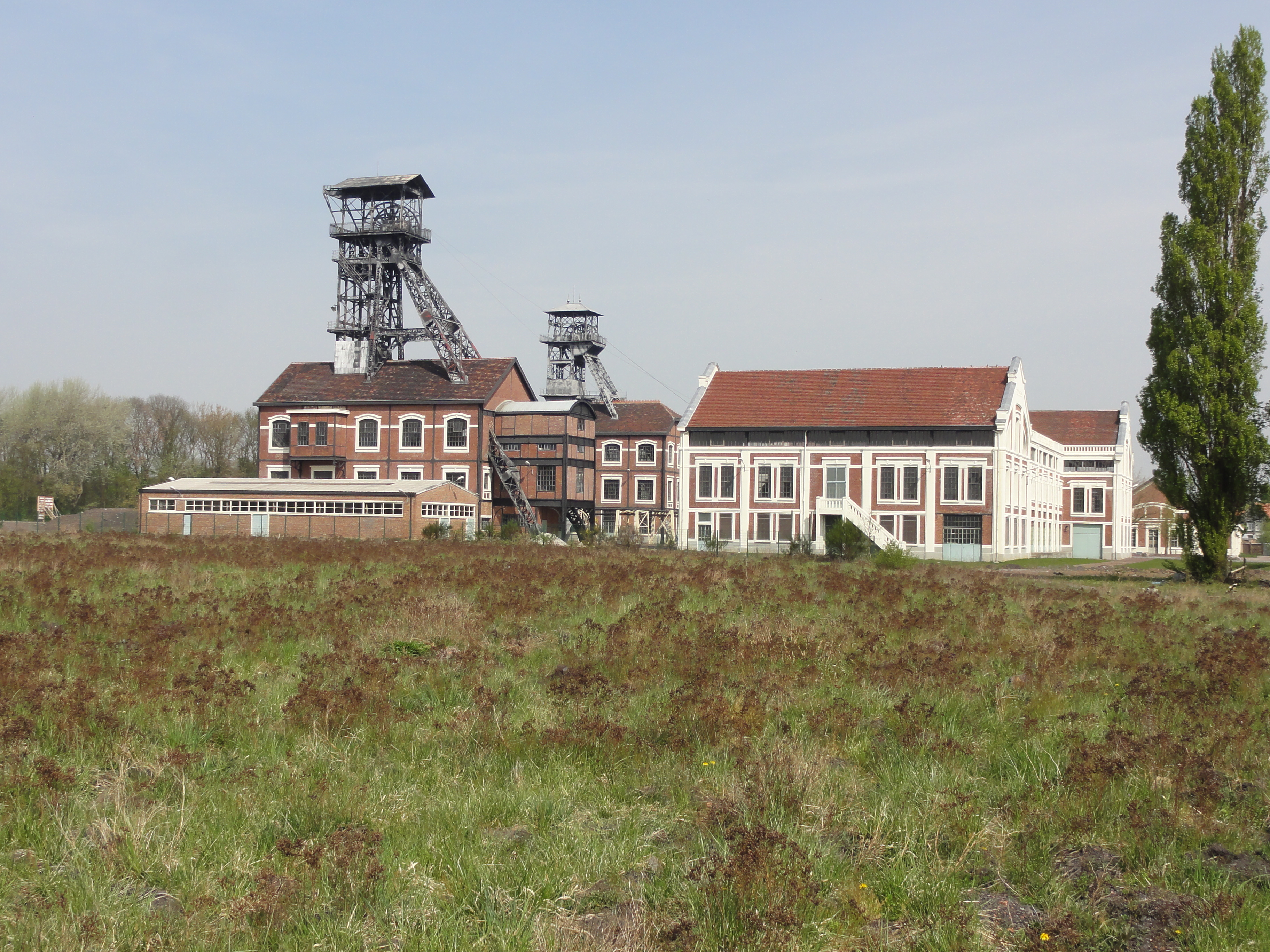
Fosse n° 9 - 9 bis de Oignies.
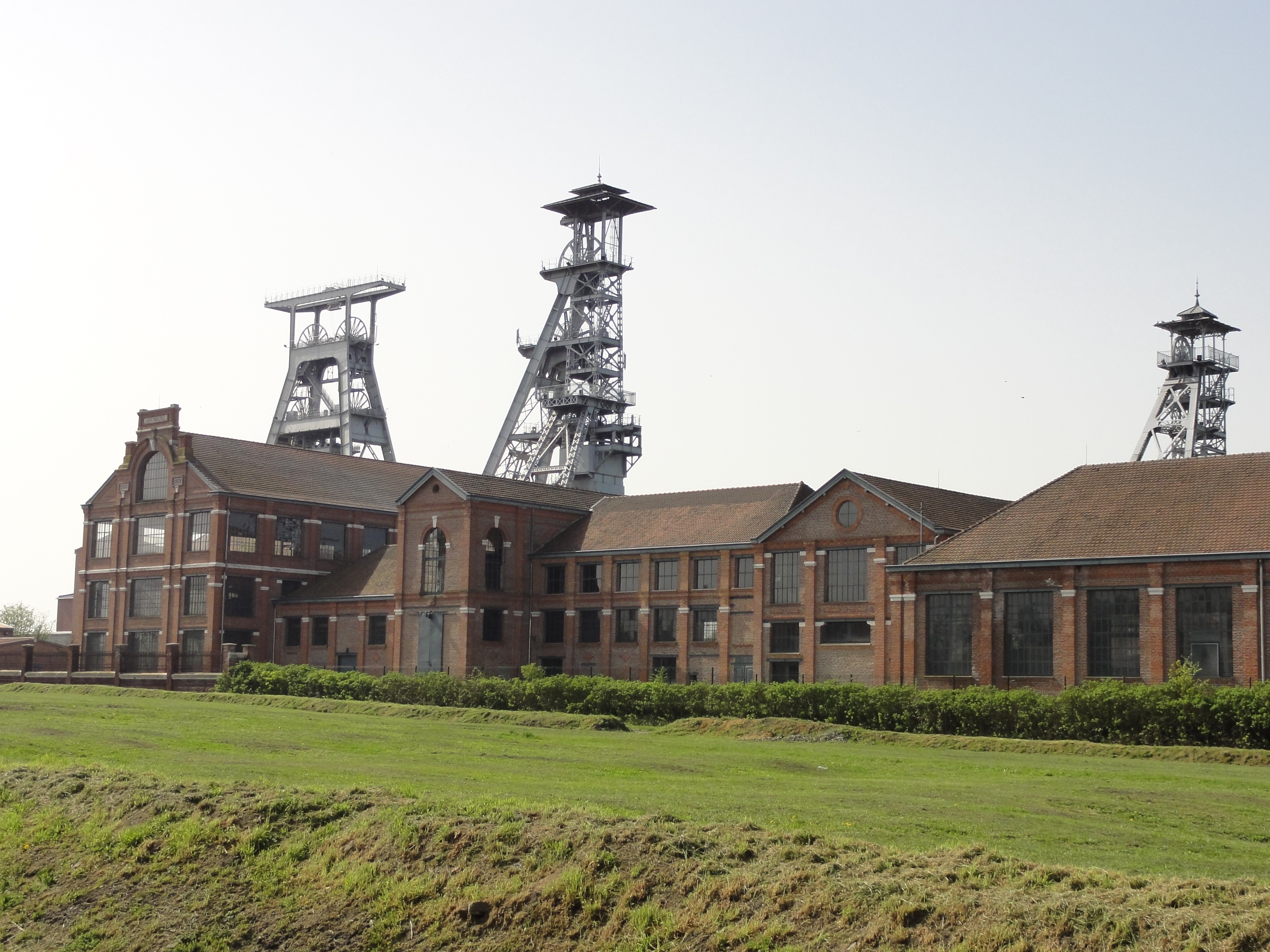
Fosse Arenberg.
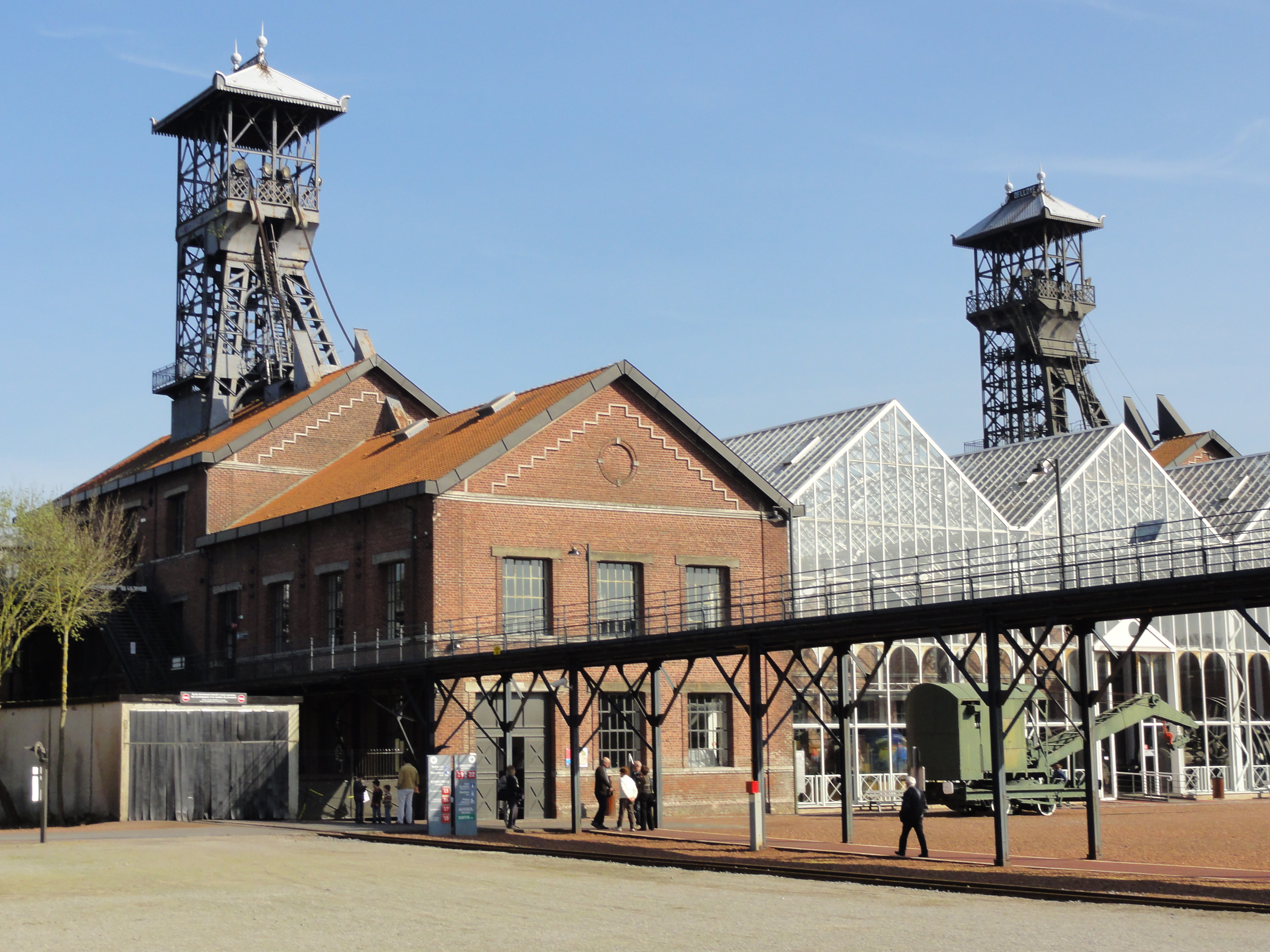
Fosse Delloye, Centre historique minier in Léwarde.